# Emirates Stadium
L'Emirates Stadium és el segon estadi de futbol més gran de Londres, a Anglaterra. Està situat al nord de la capital anglesa, al barri d'Ashburton Grove, molt prop del Highbury Stadium, l'antic estadi de l'Arsenal FC, club que ara juga a l'Emirates Stadium.
Va ser inaugurat l'estiu de 2006 amb un partit amistós Arsenal FC - Ajax Amsterdam com a homenatge al jugador neerlandès Dennis Bergkamp.
El seu nom es deu a un contracte signat per 15 anys amb Emirates Airlines.
Al desembre de 2006 es va trobar a l'estadi restes de poloni-210, material altament radioactiu amb el qual es va enverinar a l'exagent soviètic Aleksandr Litvinenko. Els sospitosos de l'assassinat van presenciar l'1 de novembre el partit Arsenal - CSKA Moscou. No obstant això les quantitats eren mínimes, i ràpidament es va informar que no es tractava d'un risc per a la salut pública.

## Història

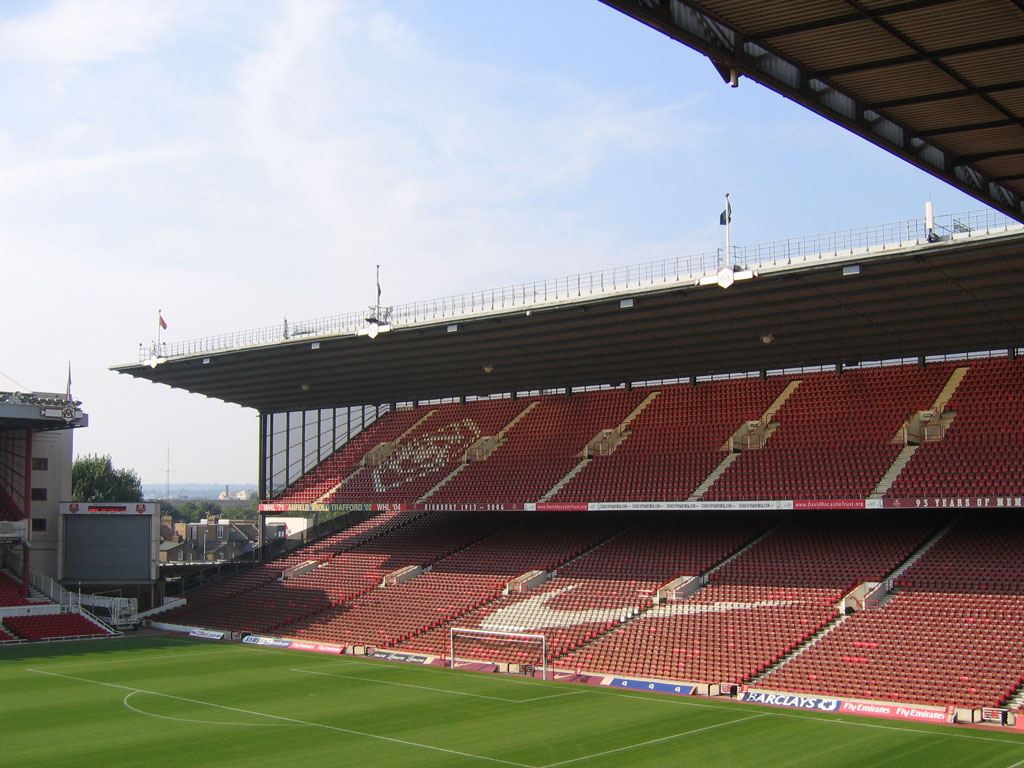
Arsenal Stadium, Highbury.

Mentre l'Arsenal estava en el sud-est de Londres, va disputar la majoria dels seus partits de local en el Manor Ground del districte de Plumstead, a més d'un període de tres anys en el proper «Invicta Ground» entre 1890 i 1893. El Manor Ground va ser inicialment només un camp de joc, fins que el club va instal·lar tribunes i platees per al seu primer partit a la Football League el setembre de 1893. Van jugar els seus partits de local allà durant els pròxims vint anys (amb dues excepcions en la temporada 1894-95), fins al pas al nord de Londres el 1913.
L'Arsenal Stadium, conegut majoritàriament com a Highbury, va ser l'estadi de l'Arsenal des de setembre de 1913 fins a maig de 2006. L'estadi original va ser construït pel prestigiós arquitecte Archibald Leitch, i tenia un disseny comú amb molts estadis del Regne Unit en aquest temps, amb una graderia coberta i tres tribunes populars descobertes, on la gent observava el partit dreta, o asseguda en els seus graons. Tot l'estadi se li va donar una revisió massiva en la dècada de 1930: es va implementar un estil arquitectònic innovador (l'Art Déco) i es van construir noves graderies a l'est, en les reobertures de l'estadi el 1932 i el 1936 respectivament. Es va construir, al seu torn, un sostre a la popular zona nord de l'estadi, que va ser bombardejat durant la Segona Guerra Mundial i no va ser restaurat fins a 1954.
En aquest moment Highbury podia albergar al voltant de 30.000 persones i 57.000 fins als primers anys dels 90. L'Informe Taylor, dictat pel govern de Margaret Thatcher per erradicar el fenomen del «hooliganisme» i millorar la seguretat en els estadis, arran de la Tragèdia de Hillsborough i les regulacions de la FA Premier League van forçar a l'Arsenal a haver de posar seients a tot l'estadi el 1992, reduint la seva capacitat a 38.500 persones i eliminant les tribunes populars. Quan a l'estadi es jugaven partits de la Lliga de Campions de la UEFA, aquesta capacitat de 38.500 persones es veia reduïda per acomodar tanques publicitàries addicionals, la qual cosa va provocar que durant dues temporades (1998-99 i 1999-00) l'Arsenal jugués els partits de local de la Lliga de Campions a l'Estadi de Wembley, que podia albergar més de 70.000 persones.

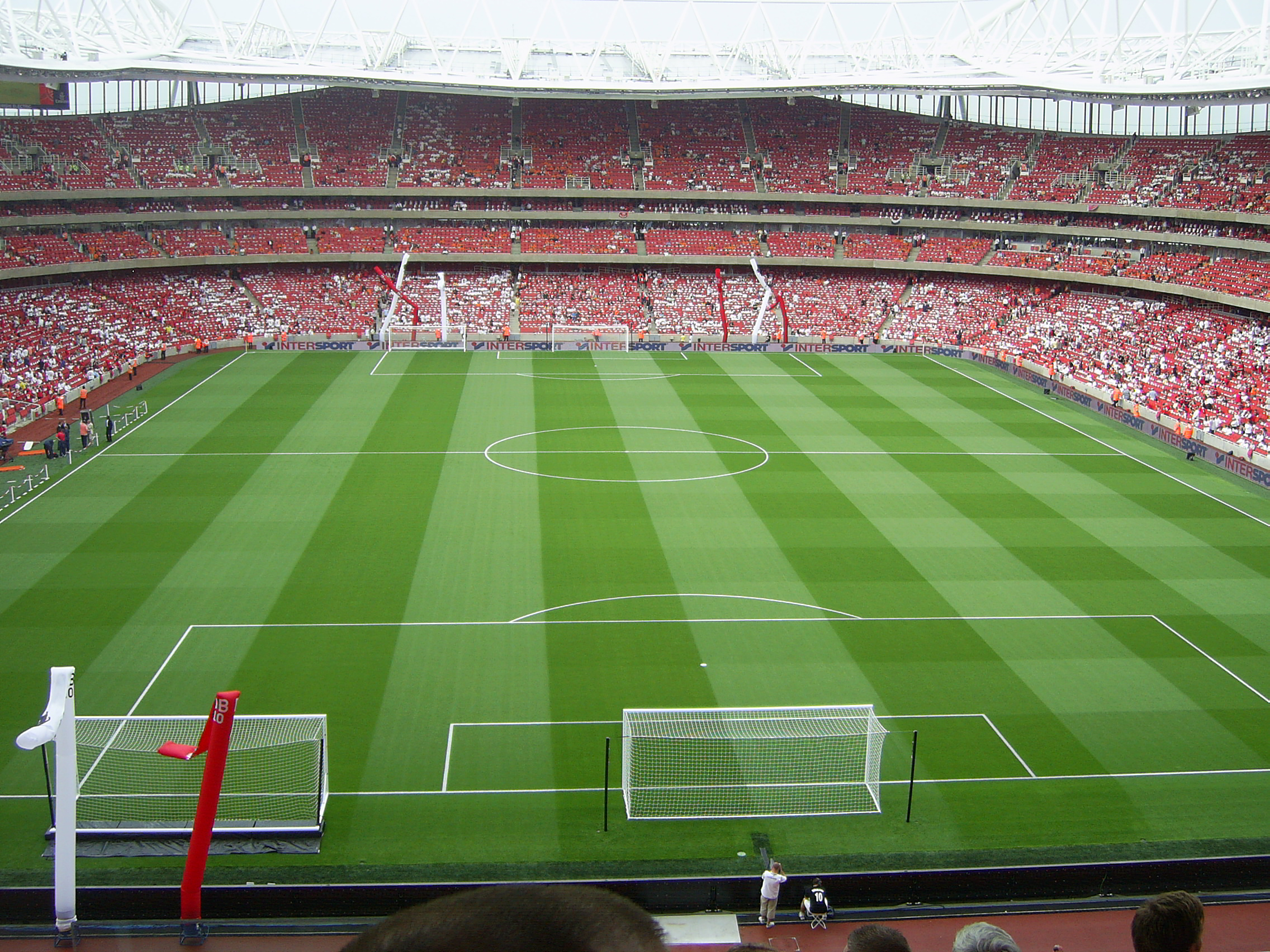
L'Emirates Stadium en el dia del comiat de Dennis Bergkamp.

A més a més, la possibilitat que l'estadi de Highbury s'ampliés era difícil, perquè 3 sectors de l'estadi estaven molt a prop de zones residencials i el sector est estava protegit i no es podia demolir per ser una construcció d'especial interès en el Regne Unit. Aquestes limitacions van impedir al club maximitzar la concurrència de públic als seus partits durant els anys 1990 i la primera dècada del segle XXI, posant en perill l'estabilitat del club a l'elit del futbol de l'època.
Després de considerar diverses opcions, l'any 2000, la junta directiva del club va decidir construir un nou estadi que pogués albergar a unes 60.000 persones a Ashburton Grove, a 500 metres al sud-oest de Highbury, que es va dir Emirates Stadium.
El projecte es va retardar inicialment per les restriccions de la zona i l'augment dels costos,
i la construcció es va acabar el juliol de 2006, just a temps per al començament de la temporada 2006-07.
L'Emirates Stadium va ser anomenat així després que se signés un contracte amb l'empresa d'aerolínies Emirates per £100 milions, el contracte més gran d'aquest tipus a Anglaterra en la història. No obstant això, alguns seguidors es refereixen a l'estadi com «Ashburton Grove» o «The Grove», ja que no estan d'acord que un estadi porti un nom d'una empresa. L'estadi serà conegut oficialment com l'«Emirates Stadium» almenys fins al 2028, i la companyia aèria serà el patrocinador de la samarreta del club fins al final de la temporada 2018-19. Des de l'inici de la temporada 2010-11 d'ara endavant, les graderies de l'estadi han estat oficialment conegudes com a «North Bank», «East Stand», «West Stand» i «Clock End».
D'altra banda, els jugadors de l'Arsenal s'entrenen en el Shenley Training Centre a Hertfordshire, un complex especialment dissenyat per a entrenaments que es va inaugurar el 1999. Abans de la construcció d'aquest complex, el club usava les instal·lacions d'un complex que era propietat del University College de Londres. Previ a això, fins a 1961, els entrenaments es realitzaven a l'antic Arsenal Stadium. Finalment, els equips juvenils del club disputen els seus partits de local a Shenley, mentre que l'equip de reserves fa el mateix en el Meadow Park, estadi en propietat del Borehamwood Football Club.